# ゴールデン・デイズ (宝塚歌劇)
『ゴールデン・デイズ』は宝塚歌劇団の舞台作品。雪組公演。形式名は「グランド・レビュー」。24場。
作・演出は三木章雄。併演作品は『仮面のロマネスク』。
大劇場公演は宝塚歌劇団83期生の初舞台公演。
雪組トップスター・高嶺ふぶきの退団公演であった。

## 解説
※『宝塚歌劇100年史（舞台編）』の宝塚大劇場公演のページを参考にしている。
アメリカ合衆国が最もアメリカらしく魅力的だった1930年代は、まさにアメリカのエンターテイメントが爆発した時代であった。その時代のアメリカン・ドリームの輝き、若々しさ、スピードとエネルギーをジャズ・エイジ全盛期の弾けるような大胆で華やかなリズムとスピリッツに乗せて展開されたレビュー。

## 公演期間と公演場所
- 1997年3月28日 - 5月5日　宝塚大劇場[1]
- 1997年7月4日 - 7月30日　東京宝塚劇場[2]

## スタッフ
※氏名の後ろに「宝塚」「東京」の文字がなければ両劇場。
- 作曲・編曲：高橋城/吉田優子/西村耕次/鞍富真一
- 編曲：宮原透
- 音楽指揮：佐々田愛一郎（宝塚）、清川知己（東京）
- 振付：喜多弘/羽山紀代美/山田卓/朱里みさを/名倉加代子
- 装置：大橋泰弘
- 衣装：任田幾英
- 照明：勝柴次朗
- 音響：加門清邦
- 小道具：万波一重
- 効果：木多美生
- 彫像美術：水無川リナ
- 演出助手：加藤誠（宝塚）、児玉明子（東京）
- 振付助手：御織ゆみ乃/若央りさ
- 装置補：新宮有紀/広森守
- 衣装補：田口美香
- 舞台進行：豊田登
- 舞台監督：盛田光紀（東京）/伏見悦男（東京）/柴田尚（東京）/野口裕靖（東京）
- 演奏：宝塚管弦楽団（宝塚）、東宝オーケストラ（東京）
- 製作担当：長谷山太刀夫（東京）
- 制作：植田孝

## 主な配役
※宝塚・東京共通。
- ゴールデンスターS、サンライズスター、ラストドリーマー、マンハッタンガイ、ホットガイ、バーニングスター、ファイナルスター、フィナーレの紳士S - 高嶺ふぶき
- ゴールデンスター女、スイートハート、幻想の恋人、マンハッタンレディ、スター女、フィナーレの淑女S - 花總まり
- ゴールデンスターA、ギャングスター、マンハッタンラバーズ男S、クールガイS、スター男、フィナーレの紳士A - 轟悠
- ゴールデンガールS、ファムファタル、マンハッタンラバーズ女S、クールガール、バーニングダンサー女A、フィナーレの淑女A - 星奈優里
- ゴールデンボーイS、ギャンブラーS、マンハッタンラバーズ男A、ザ・シンガー、バーニングダンサー男A、フィナーレの紳士B - 和央ようか